# Приладошки
Приладошки (рус. Приладожский) насељено је место са административним статусом варошице (рус. посёлок городского типа) на северозападу европског дела Руске Федерације. Налази се у централном делу Лењинградске области и административно припада Кировском рејону.
Према проценама националне статистичке службе за 2015. у вароши је живело 5.792 становника.
Статус насеља урбаног типа, односно варошице носи од 1982. године.

## Географија
Варошица Приладошки налази се у северном делу Кировског рејона, на свега 3 километра јужније од обале језера Ладога, односно на око 58 километара источно од Санкт Петербурга. Кроз насеље протиче малена река Назија (дужине тока око 28 километара).
Кроз насеље пролази аутопут М18 који повезује Мурманск са Санкт Петербургом.

## Историја
Године 1978. у близини данашњег насеља отворена је велика живинарска фарма (данас фарма Сињавинска је један од највећих објеката тог типа у Европи), а паралелно са фармом развило се и насеље у којем су становали запослени на фарми. Насеље је 1982. добило званичан административни статус радничке варошице и назив Приладошки.

## Демографија
Према подацима са пописа становништва 2010. у вароши је живело 5.757 становника, док је према проценама националне статистичке службе за 2015. варошица имала 5.792 становника.
| 1939. | 1959. | 1970. | 1979. | 1989. | 2002. | 2010. | 2015. |
| ----- | ----- | ----- | ----- | ----- | ----- | ----- | ----- |
| ---   | ---   | ---   | ---   | 5,280 | 5,185 | 5,757 | 5,792 |